# Atlantic (métro de Los Angeles)
Pour les articles homonymes, voir Atlantic.
Atlantic est une station du métro de Los Angeles desservie par les rames de la ligne E et située à East Los Angeles en Californie. Elle constitue le terminus sud de la ligne.

## Localisation
Station du métro de Los Angeles située en surface, Atlantic est située sur la ligne L sur Pomona Boulevard entre Atlantic Boulevard et Beverly Boulevard dans East Los Angeles, à l'est de Downtown Los Angeles.

## Histoire
Atlantic est mise en service le 15 novembre 2009 lors de la première phase d'extension de la ligne L.

## Service

### Accueil

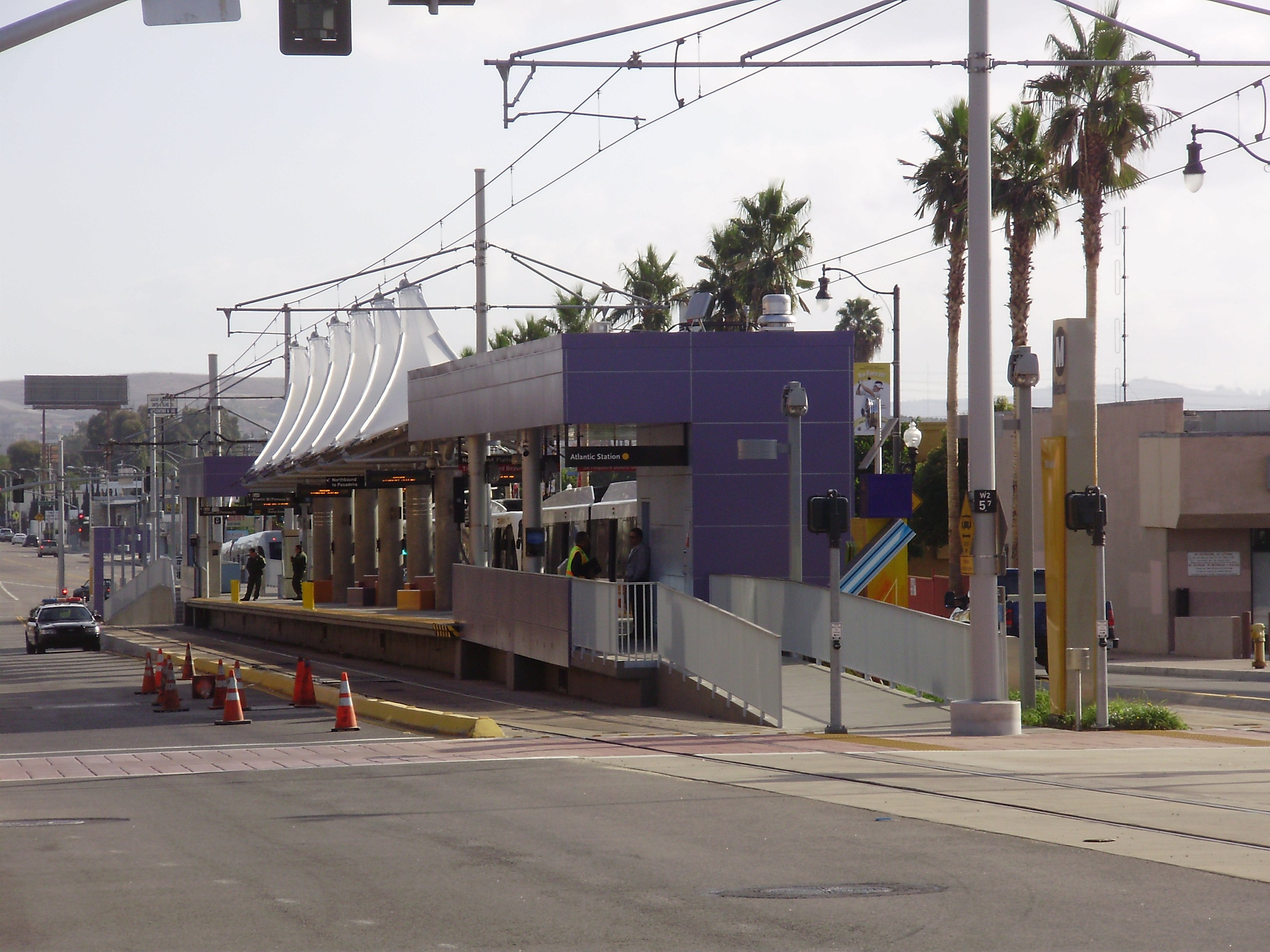
Vue d'Atlantic.
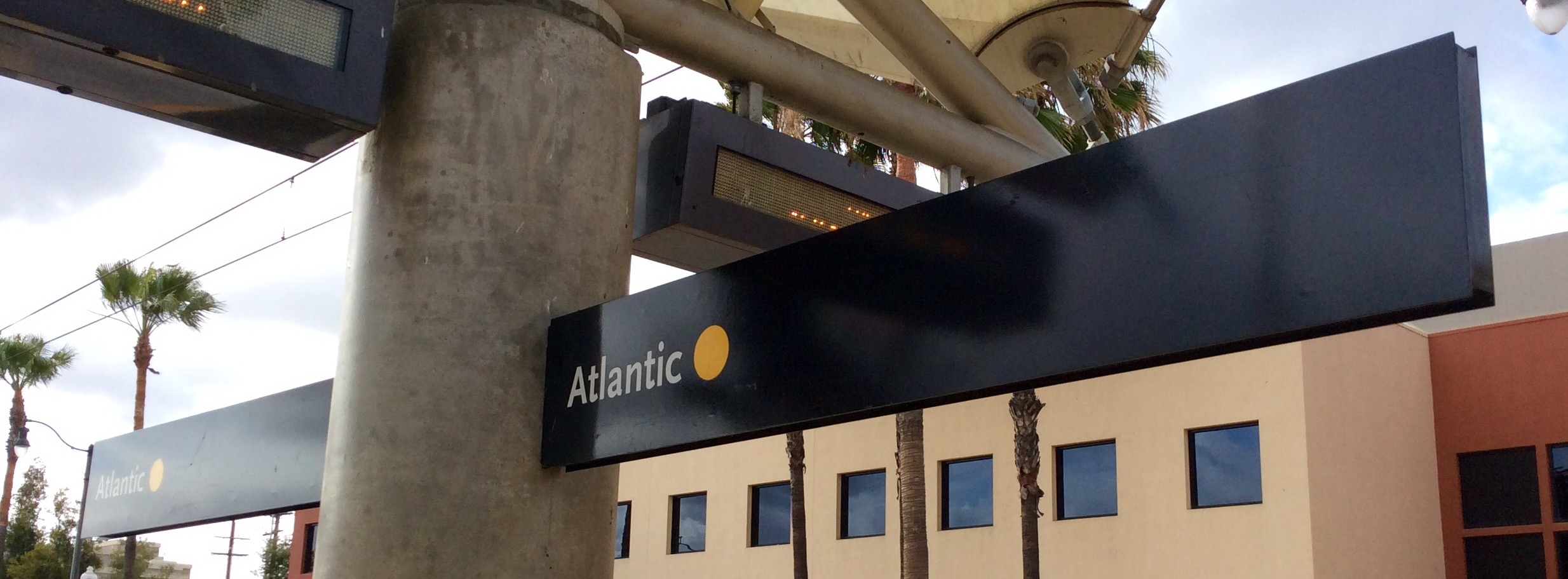
Signalétique.
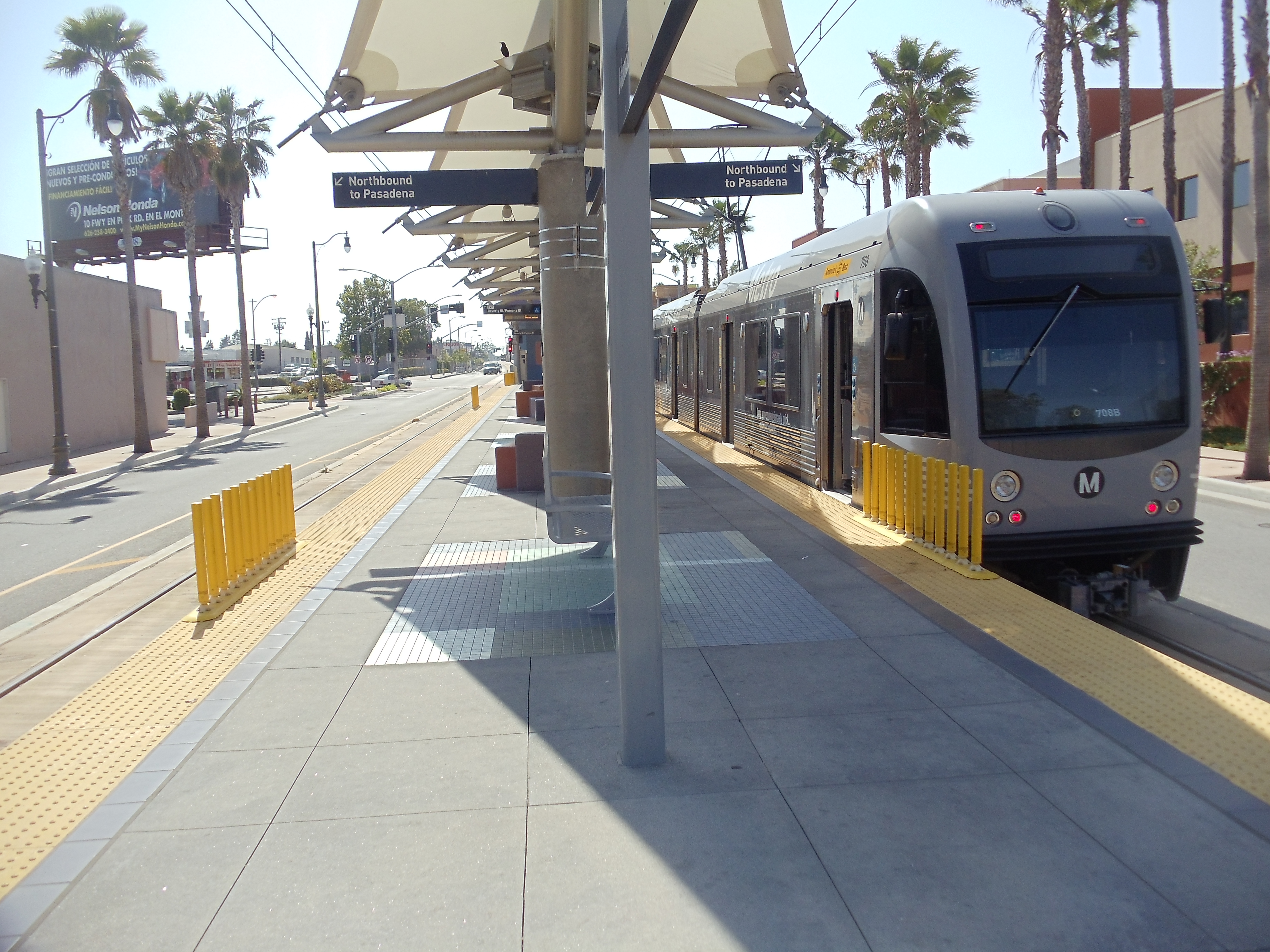
Un train à quai à Atlantic.

### Desserte
La station est située non loin du East Los Angeles College (en).

### Intermodalité
La station dispose d'un stationnement de 284 places et d'un range-vélos pouvant accueillir environ 28 vélos. Elle est en outre desservie par les lignes d'autobus 260 et 762 de Metro et les lignes 10, 40, 341, 342 de Montebello Bus Lines (en).

## Architecture et œuvres d'art
L'œuvre d'art, Blissful Interiors, du collectif d'artistes Adobe LA composé des artistes Ulises Diaz, Gustavo Leclerc, Laura Alvarez et Barbara Jones est constituée de bancs, de céramiques et autres éléments colorés qui rappellent les salons, jouets, véhicules et magasins des gens d'Eastside.
Contrairement aux endroits que la population fréquente, tels que les centres commerciaux, autoroutes et restaurants de quartier et où elle n'a rien à dire sur la façon dont ils sont aménagés et sur ce à quoi ils ressemblent, les citoyens ont un contrôle sur ce à quoi ressemble leur habitation. En y intégrant des éléments typiques du secteur, les artistes voulaient donc faire de la station un endroit où s'étale ce contrôle de l'environnement.